# Савадеркино
Саваде́ркино (чув. Саватер) — деревня в Шумерлинском районе Чувашской республики. До 2021 года входила в состав Егоркинского сельского поселения до его упразднения.

## География
Находится в западной части Чувашии на расстоянии приблизительно 13 км на северо-восток по прямой от районного центра города Шумерля.

## История
Основана в середине XVIII века. В советское время работали колхозы «Авангард», «Большевик» и им. Фрунзе.

## Население
Население составляло 269 человек (чуваши 100 %) в 2002 году, 245 в 2010.